# Госьцицкий, Георгий Чеславович
Георгий Чеславович Госьцицкий (пол. Jerzy Nikodem Gościcki, 16 сентября 1879   — 5 января 1946) —  польский экономист,  депутат Государственной думы IV созыва от Плоцкой губернии, министр сельского хозяйства и товаров, член Сейма первого созыва Второй Польской Республики.

## Биография
Польский потомственный дворянин. Родился в семье помещика Чеслава Госьцицкого (1850—1938) герба Любич и его жены Цецилии Хелены урождённой Линде герба Линда. Выпускник гимназии в Ченстохове, после чего окончил агрономический факультет Ягеллонского университета в Кракове. Во время учебы он был членом Польского союза молодежи «Зет» и был президентом ассоциации «Млодоч». В 1902 году вступил в Национальную лигу. В 1903 году по окончании Ягеллонского университета вернулся в Варшаву. Позднее был в Англии и Франции, где занимался исследованиями городского самоуправления, и в Германии, где изучал теорию и практику хлебного дела. Напечатал ряд статей по сельскохозяйственным вопросам. В 1905 году стал членом Исполнительного краевого комитета Национальной лиги. Активный член Общества национального просвещения, работал в редакции еженедельника «Czytelnia dla wszystkich» («Библиотека для всех»). Начиная с 1905 года, был участником борьбы за легализацию частных школ. В 1905 участвовал в школьной забастовке. В 1908 году стал секретарём Экономического отдела Центрального сельскохозяйственного общества.
После Революции 1905 года окончил юридический факультет Оксфордского университета. По возвращении в Царство Польское поселился в своём имении в Плоцкой губернии. В 1910—1914 годах был секретарём Польского центрального сельскохозяйственного общества (ЦСО) и референтом секции сельскохозяйственных кооперативных обществ Варшавского ЦСО. В 1910 году, будучи ближайшим соратником Р. В. Дмовского, стал членом Центрального комитета Национальной лиги. Секретарь Варшавского отдела Российско-Английской торговой палаты. Принимал участие в работе многих иных общественных и деловых организаций. Годовой доход составлял 3 тысячи рублей. Владел землями площадью 402 десятины.
20 октября 1912 года избран в Государственную думу IV созыва от общего состава выборщиков Плоцкого губернского избирательного собрания. Вошёл в состав Польского коло. Был членом восьми думских комиссий:
1. финансовой комиссии,
2. комиссии по местному самоуправлению,
3. комиссии по исполнению государственной росписи доходов и расходов,
4. сельскохозяйственной комиссии,
5. комиссии по Наказу,
6. бюджетной комиссии,
7. комиссии по борьбе с немецким засильем,
8. комиссии для обсуждения вопроса о желательности законодательных предположения о кооперативных товариществах и их союзах.

В начале Первой мировой войны находился в Германии, где Госьцицкого как российского подданного арестовали и интернировали в крепости Росток. После ходатайств правительств нейтральных стран освобождён и выслан в Российскую империю. С 25 ноября 1914 входил в Национальный польский комитет в Варшаве, затем эвакуировался в Центральную Россию. В 1915 году был член Центрального гражданского комитета Царства Польского. Являясь членом Совета польского межпартийного союза в Москве, возглавлял отдел внутренних дел. В 1914—1917 годах — Член Польского национального комитета.
После Февральской революции 1917 входил в состав делегации, которая 29 марта 1917 года потребовала от премьер-министра Временного правительства Георгия Львова поддержать декларацию о независимости Польши. 21—26 июля 1917 года был участником работы Польского политического съезда в Москве, избран членом сформированной на съезде Польской рады, возглавил отделение внутренних дел Рады.

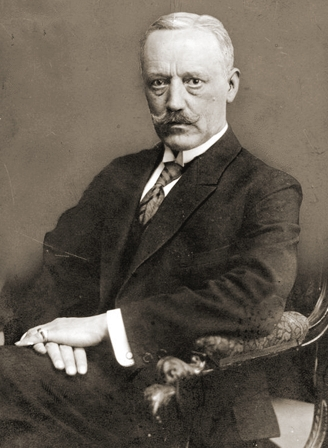
Министр сельского хозяйства, 1923 год.

В мае 1918 года вернулся в Королевство Польское. В конце 1918 года он стал членом Комитета Центральной лиги. В 1919 году был назначен главой Департамента политики Министерства разведки. Участвовал в создании Народного союза. В 1919—1920 годах возглавлял Департамент продовольственной политики в Министерстве продовольствия. В 1920 году он стал начальником экономического отдела Центрального сельскохозяйственного общества и Центрального управления центральных сельскохозяйственных организаций, впоследствии преобразованного в Ассоциацию торгово-промышленных организаций. В 1922 году он был избран в Сейм. В Сейме Республики Польша в первый срок он был членом Национальной народной лиги. С 28 мая 1923 года по 27 октября 1923 года он был министром сельского хозяйства и государственных товаров в правительстве Винценты Витоса. С 1924 по 1933 год он был генеральным секретарем Ассоциации торгово-промышленных палат. После майского переворота ушёл из политической жизни.
Во время Второй мировой войны участвовал в Польском сопротивлении немецкой оккупации. Был сотрудником Представительства Польского правительства в изгнании на Родине. После Варшавского восстания перебрался в Лович. Скончался в Гостынине в доме своего брата, а 15 февраля его похоронили в семейной могиле на Варшавском кладбище "Старые Повонзки".

## Семья
- Жена (с 20 января 1916, Санкт-Петербург) — Мария урождённая Павловская
  - Дочь — Цецилия.
- Брат — ?

## Сочинения
- Земледелие, агрономия и политика в Англии. 1908[5].

## Награды
- Орден Почётного легиона
- Орден Сельскохозяйственных заслуг (Франция)
- Орден Звезды Румынии

### Архивы
- Российский государственный исторический архив. Фонд 1278. Опись 9. Дело 201.